# Hollandia Lovaniensis
Katholieke Studenten Vereniging  Hollandia Lovaniensis is een studentenvereniging te Leuven, België, voor mannelijke en vrouwelijke studenten afkomstig uit Nederland. De vereniging werd opgericht in 1886. Hollandia Lovaniensis bestaat uit ongeveer 30 leden en is hiermee één van de grootste studentenverenigingen in Leuven.

## Geschiedenis
Met haar stichting in 1886 beroept zij zich erop de oudste katholieke Nederlandse studentenvereniging te zijn. Het ontstaan valt samen met de organisatie van het Leuvense studentenleven in de 19e eeuw: zowel de oudste Vlaamse en Waalse clubs als verschillende buitenlandse verenigingen dateren uit dezelfde periode. Uit de aanvangsjaren dateert ook nog het kostbare vaandel dat in 1896 geschonken werd. 
Tijdens de sluiting van de universiteit van Leuven van 1914 tot 1919 verdween ook Hollandia; in januari 1930 werd de vereniging officieel heropgericht. Zes jaar later trad er een scheuring op: de afsplitsing, Neerlandia Lovaniensis, verweet de oude club dat deze slechts oog had voor de drank, en wilde zelf een vollediger studentenleven bieden. Extreem rechtse elementen vormden echter al spoedig een belangrijk front in Neerlandia, terwijl het oude Hollandia verdween. Het uitbreken van de Tweede Wereldoorlog betekende een interne zuivering: aan de ene kant verdwenen de meest rechtse elementen, terwijl tegelijkertijd het saamhorigheidsgevoel onder de resterende Nederlanders in Leuven door de oorlogsomstandigheden toenam. Op 12 juni 1942 nam Neerlandia als teken van vernieuwing en om volledig te breken met al wat mogelijk verdacht kon zijn, opnieuw de naam Hollandia aan en wist het vervolgens ook het vaandel te verwerven. In deze woelige tijden was ook de dichter Bertus Aafjes lid, al wilde hij later niet al te veel aan zijn Leuvens verblijf herinnerd worden. 
De grote bloeitijd was 1945-1949. In januari 1945 was in Nederland nog geen enkele universiteit operationeel, zodat Hollandia enkele jaren kon profiteren van de instroom van Nederlandse studenten in Leuven. Vanaf 1950 nam hun aantal langzaam af. Van 1950 tot 1954 was ook een reünistenvereniging actief onder de schutse van Adrianus VI, paus van 1522-1523 en 'de beroemdste Nederlander te Leuven'. De meeste studenten kwamen naar Leuven voor de studierichtingen psychologie en politicologie/sociologie, die in Nederland minder sterk uitgebouwd waren. Dat veranderde na 1970, toen door de instelling van een numerus clausus in Nederland de studie geneeskunde de sterkste werd binnen Hollandia. Geografisch gezien rekruteerde Hollandia zijn grootste ledentallen in Limburg en Noord-Brabant, gevolgd door de westelijke provincies. Pas in de jaren '90 kwamen ook uit de noordelijke provincies meer studenten naar Leuven. 
Van het tumult van de jaren zestig, dat tot de splitsing van de universiteit zou leiden, drong weinig door tot Hollandia: de vereniging stond tamelijk geïsoleerd in het Leuvense studentenleven en richtte zich vooral op Nederland. Pas vanaf 1969 brak er onrust uit, die leidde tot het verdwijnen van de vereniging in 1974. Vanaf 1977 werden pogingen gedaan de vereniging tot nieuw leven te wekken, maar pas in 1985-86, de honderdste verjaardag van Hollandia, werd de crisis definitief overwonnen. Het contact met de Leuvense clubs nam toe, terwijl de formele contacten met Nederlandse verenigingen verdwenen. Het openstellen van de studiefinanciering in Nederland voor wie in het buitenland studeert, leidde tot een stijgend aantal Nederlandse studenten, zodanig dat de vereniging die altijd circa 25 leden had, zelfs een selectie instelde vanaf 1991. Daardoor werd het karakter weer beslotener. Op het moment is Hollandia met ca. 35 leden een van de grotere studentenclubs in Leuven. 

## Werking
Hollandia is onderverdeeld in een praesidium en commilitones. De leden worden commilitones genoemd en het praesidium staat aan het hoofd van de leden. Het praesidium is onderverdeeld in de praeses (ook wel senior genoemd), vice-praeses, abactis en quaestor. Daarnaast is er ook nog een pro-senior. Dit is de senior van het voorgaande academiejaar. De titels Praeses en Senior worden door elkaar gebruikt. Zij betekenen beiden hetzelfde. 
Aspirant-leden van Hollandia worden in hun eerste jaar schachten genoemd. Zij worden bijgestaan door een schachtenmeester die ze alles over de vereniging zal leren.
De damesafdeling is lid van het Meisjesseniorenkonvent (MSK) Leuven en de herenafdeling is lid van het Seniorenkonvent Leuven (SK). De kleuren van Hollandia Lovaniensis zijn oranje-zilver-azuurblauw. Waarvan oranje de hoofdkleur is en dus aan de binnenkant van het lint gedragen wordt. Het schild van Hollandia is verdeeld in vier vlakken. In de linker bovenhoek bevinden zich de kleuren van Hollandia, oranje-zilver-azuurblauw. In de rechter bovenhoek het logo van de Katholieke Universiteit Leuven. In de linker onderhoek vinden we de Nederlandse leeuw terug en in de rechter onderhoek staat het Hollandia monogram. De lijfspreuk van Hollandia is 'Nos jungit amicitia'; dit betekent 'vriendschap verbindt ons'.